# Municipio de Charcas
El municipio de Charcas es uno de los 59 municipios que constituyen el estado mexicano de San Luis Potosí. La cabecera es la ciudad de Charcas.

## Toponimia
En nombre «Charcas» hace referencia a la Real Audiencia de Charcas,  que incluía la región minera de Potosí, (actual Bolivia), de excepcionales características y conocida y explotada desde el siglo XVI.

## Geografía
El municipio de Charcas se encuentra en el noroeste del estado de San Luis Potosí. Tiene una superficie de 2161.865 km², que representan el 3.58% de la extensión total del estado.
Limita al norte con los municipios de Santo Domingo y Catorce; al este con los municipios de Catorce y Villa de Guadalupe; al sur con los municipios de Venado y Salinas; al oeste con los municipios de Salinas y Santo Domingo.
Charcas, cabecera del municipio, se encuentra en la ubicación 23°7′50″N 101°6′40″O / 23.13056, -101.11111, a una altura aproximada de 2000 m s. n. m.
Según la clasificación climática de Köppen el clima de Charcas corresponde a la categoría BSh, (semiárido cálido).

## Demografía
La población total del municipio de Charcas es de 21 814 habitantes, lo que representa un crecimiento promedio de 0.32 % anual en el período 2010-2020 sobre la base de los 21 138 habitantes registrados en el censo anterior. Al año 2020 la densidad del municipio era de 10,11 hab/km².
| Gráfica de evolución demográfica de Municipio de Charcas entre 2000 y 2020 |
|                                                                            |
| Fuente: Instituto Nacional de Estadística Geografía e Informática          |

En el año 2010 estaba clasificado como un municipio de grado bajo de vulnerabilidad social, con el 17% de su población en estado de pobreza extrema.
La población del municipio está mayoritariamente alfabetizada (9.51% de personas analfabetas al año 2010), con un grado de escolarización en torno de los 7 años. Solo el 0.52% de la población se reconoce como indígena.
El 96.06% de la población profesa la religión católica. El 2.51% adhiere a las iglesias Protestantes, Evangélicas y Bíblicas.

### Localidades
Según el censo de 2010, la población del municipio se distribuía entre 177 localidades, de las cuales 150 eran pequeños núcleos de carácter rural de menos de 100 habitantes.
Las localidades con mayor número de habitantes y su evolución poblacional son:
| Localidad                             | Población 2010 | Población 2020 |
| Total Municipio                       | 21 138         | 21 814         |
| Álvaro Obregón (Estación los Charcos) | 574            | 589            |
| Cañada Verde                          | 664            | 645            |
| Charcas (Cabecera municipal)          | 12 748         | 14 117         |
| Fátima                                | 353            | 277            |
| Pocitos                               | 341            | 360            |

## Economía
Según los datos relevados en 2010, 1917 personas desarrollaban su actividad en el sector primario (agricultura, ganadería, aprovechamiento forestal, pesca y caza). En segundo lugar, 982 personas trabajaban en minería y 934 personas estaban ocupadas en la industria manufacturera. Estos sectores concentraban prácticamente la mitad de la población económicamente activa del municipio, que era ese año de 7519 personas.
Según el número de unidades activas relevadas en 2019, los sectores más dinámicos son el comercio minorista, la prestación de servicios de alojamiento temporal y de preparación de alimentos y bebidas, y en menor medida la prestación de servicios generales no gubernamentales.

## Educación y salud
En 2010 el municipio contaba con escuelas preescolares, primarias, secundarias y dos escuelas de educación media (bachilleratos). Contaba con 9 unidades destinadas a la atención de la salud, con un total de 45 personas como personal médico.

El 27.9% de la población, (4986 personas), no habían completado la educación básica, carencia social conocida como rezago educativo. El 28%, (5005 personas) carecían de acceso a servicios de salud.